# Tömörbaataryn Njamdawaa
Tömörbaataryn Njamdawaa (mong. Төмөрбаатарын Нямдаваа; ur. 5 maja 1960) – mongolski łyżwiarz szybki, olimpijczyk.
Na zimowych igrzyskach olimpijskich w Lake Placid wystartował w łyżwiarskich wyścigach na 500, 1000, 1500 i 5000 metrów, zajmując odpowiednio miejsca 35., 37., 31. i 29.
Jego rekordy życiowe na poszczególnych dystansach to: 500 m – 40,26 (1979); 1000 m – 1:20,65 (1979); 1500 m – 2:01,7 (1980); 5000 m – 7:57,15 (1980); 10000 m – 16:36,0 (1979).